# Arthur do Val
Arthur Moledo do Val (São Paulo, 21 de agosto de 1986) é um youtuber, empresário, escritor e político brasileiro. Filiado ao União Brasil (UNIÃO), é ativista do Movimento Brasil Livre e ex-deputado estadual de São Paulo, tendo sido eleito pelo Democratas (DEM) e exercido o cargo de 2019 a 2022, quando teve seu mandato cassado por quebra de decoro parlamentar, tornando-se inelegível por oito anos.
Arthur é um defensor de ideias liberais e usa de seu canal "Mamaefalei", no YouTube, para difundir tal ideologia entre seus seguidores, ocupando relevante espaço na direita liberal do país. Em junho de 2024, o canal contava com 2,61 milhões de inscritos.
Foi eleito deputado estadual nas eleições gerais de 2018 como o segundo mais votado, com 478 mil votos, ficando apenas atrás de Janaina Paschoal. Inicialmente apoiou o político de direita e ex presidente do Brasil, Jair Bolsonaro, mas em meados de 2019 retirou seu apoio e adotou posturas mais duras contra Bolsonaro. Foi candidato à prefeitura da cidade de São Paulo pelo Patriota em 2020 e terminou a eleição em quinto lugar com uma soma de 522 mil votos (9,78% dos votos válidos), não avançando para o segundo turno.
Em 2022, lançou-se como pré-candidato ao governo de São Paulo pelo Podemos, mas desistiu da candidatura e se desfiliou do partido após o vazamento de áudios de sua autoria sobre refugiadas ucranianas durante a invasão russa. No dia 20 de abril, renunciou ao cargo de deputado estadual após o Conselho de Ética da Assembleia Legislativa de São Paulo aprovar, por unanimidade, a abertura de processo por quebra de decoro parlamentar.  Em 17 de maio, o plenário da Assembleia Legislativa decidiu pela cassação do mandato, tornando Arthur do Val inelegível por oito anos.

## Biografia
Arthur é o mais velho de três filhos homens do casal Manoel Costa do Val Filho e Elza Moledo de Souza, divorciados desde 2003. Seu pai tem uma empresa de sucata de aço em Guarulhos aberta na época em que Arthur nasceu, e onde trabalhou antes de se tornar youtuber. Frequentou a faculdade de Engenharia Química no Instituto Mauá de Tecnologia mas não se formou.
No final do ano de 2015, Arthur criou um canal no YouTube chamado "Mamaefalei" para expor suas ideias e vídeos que fazia na rua. O canal alcançou notoriedade rapidamente. Segundo Arthur, o YouTube reúne usuários dispostos a gastar tempo assistindo a vídeos longos — os dele costumam ter até dez minutos —, o que, em tese, favorece a construção de narrativas mais elaboradas sobre a atualidade política. Segundo diz, o seu estilo polêmico o ajudou a projetá-lo, mas hoje o atrapalha, pois prejudica a imagem de seriedade que quer criar, além de comprometer a receita que poderia fazer com seu conteúdo no YouTube. Os seus primeiros vídeos traziam considerações de inspiração liberal sobre impostos, multas e direitos trabalhistas.
Entre junho e julho de 2016, Arthur conheceu os coordenadores do MBL, passando a produzir conteúdos relacionados à ideologia do grupo.
No mesmo período, aconteciam manifestações a favor da permanência no cargo do ex-presidente Luiz Inácio Lula da Silva como Ministro da Casa Civil. Arthur aproveitou a oportunidade para pôr em pauta um dos principais pontos de seu trabalho: a crítica à militância política cega. O formato de vídeos em que ele ia a manifestações políticas (sobretudo de esquerda) e questionava manifestantes sobre pautas defendidas, na tentativa de expor incoerências, trouxe crescimento ao canal. O canal alcançou notoriedade rapidamente, se associando a grupos como o Movimento Brasil Livre (MBL) e, juntamente com o movimento, recebendo o Prêmio Boletim da Liberdade, do jornal homônimo, em 2017; internautas assinantes do jornal participaram da eleição dos vencedores.
Em 19 de novembro de 2019, foi expulso do partido Democratas. De acordo com o diretório estadual da sigla, a decisão foi tomada por unanimidade pela Comissão Executiva Estadual que considerou os atos do parlamentar incompatíveis com as deliberações do partido. Posteriormente em fevereiro de 2020, filiou-se ao Patriota.
Em setembro de 2020, o The Intercept divulgou áudios nos quais Arthur teria feito falsas acusações para retirar um desafeto político do programa Pânico, da rádio Jovem Pan. Nas mensagens, ele afirma que inventou que Felipe Ferreira, ex-militante do Movimento Brasil Livre (MBL), foi o responsável por um ataque à sede do MBL ocorrido em 2016.  Arthur também pediu para que se troque um dos participantes por André Marinho, filho do empresário carioca Paulo Marinho, suplente de Flávio Bolsonaro no Senado e imitador do presidente. Em um vídeo publicado em seu canal Mamãefalei, Arthur disse que Felipe Ferreira "é meu amigo hoje", e afirmou que ambos sabem quem ordenou os ataques. Arthur também disse que o fato não foi inventado, mostrando imagens dos ataques no vídeo e declarando que foi feito um boletim de ocorrência.:0:16—0:56

### Candidato a prefeito de São Paulo
A candidatura à prefeitura da cidade de São Paulo de Arthur foi oficializada em 7 de setembro de 2020. Participou de protestos e focou em suas redes sociais. No dia 15 de novembro, data da votação do 1° turno, Arthur terminou na quinta colocação entre os candidatos, com 522 210 votos. O resultado, entretanto, não fez com que conseguisse ir ao segundo turno, encerrando assim sua campanha.

### Pré-candidatura ao governo de SP
Em janeiro de 2022, Arthur do Val se filiou ao Podemos, que pretendia lançar sua candidatura ao governo de São Paulo. Contudo, após o vazamento de seus áudios sexistas sobre ucranianas, retirou a candidatura no dia 5 de março de 2022. Pediu a desfiliação do Podemos no dia 8 de março de 2022.

### Advertências
Em outubro de 2019, integrantes do Conselho de Ética votaram por cinco votos a dois pela aplicação de advertência a Arthur do Val, a denúncia apresentada foi em função de uma fala dele em plenário utilizando uma palavra de baixo calão para se referir aos deputados presentes a uma sessão em plenário.
Em fevereiro de 2022, o Conselho de Ética da Assembleia Legislativa de São Paulo (Alesp) decidiu advertir Arthur do Val por quebra de decoro parlamentar no processo em que um assessor parlamentar dele assinou o ponto sem trabalhar. O relator do caso – deputado Wellington Moura (Republicanos) – afirmou que o então chefe de gabinete Marcelo Aguiar de Castro estava no Chile no período de 11 a 14 de julho de 2019 para resolver problemas pessoais e, mesmo assim, assinou o ponto de trabalho como se tivesse prestado serviço à Alesp.

## Viagem à fronteira da Ucrânia

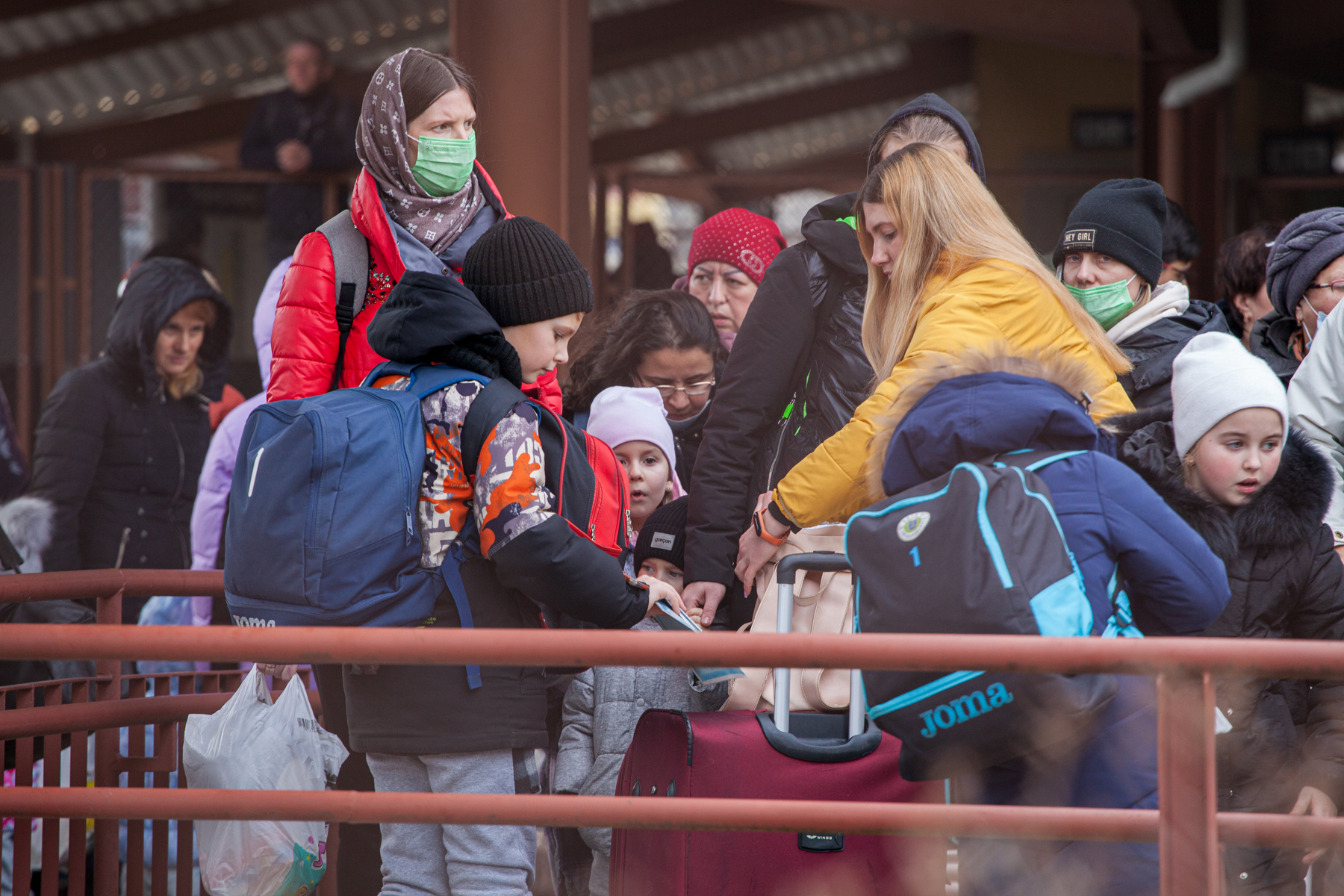
Fila de refugiados ucranianos a caminho da Rússia (2022); em áudio vazado, Arthur comenta que "elas são fáceis, porque elas são pobres" e que "são gold diggers(…)", uma gíria do inglês para "mulheres interesseiras".

Arthur do Val e Renan Santos gravaram um vídeo no aeroporto de Frankfurt viajando para a fronteira da Eslováquia com a Ucrânia para cobrir a invasão da Ucrânia pela Rússia em 2022. Também criticaram a neutralidade de Jair Bolsonaro e Lula perante a guerra. A dupla foi criticada na internet, inclusive pelo Senador da República, Flávio Bolsonaro. Eles afirmaram ter pago a viagem de ida com o próprio dinheiro. Em live, Arthur apareceu com dois voluntários de um movimento civil que oferece ajuda humanitária para os ucranianos e afirmou que já arrecadou R$ 115 mil para ajudar na guerra. De acordo com ele, parte do dinheiro será usado para comprar suprimentos que serão doados aos voluntários, e outra parte irá para o Exército da Ucrânia. Arthur afirmou já ter feito contato com o embaixador ucraniano na Eslováquia.

### Áudios misóginos sobre ucranianas
Em um furo jornalístico de Gustavo Zucchi, publicado no dia 4 de março pelo colunista do Metrópoles Igor Gadelha, foram vazados áudios de Arthur, nos quais ele fez diversos comentários misóginos, dizendo, por exemplo, que ucranianas "são fáceis porque são pobres", e que a fila de refugiados teria mais mulheres bonitas do que a "melhor balada do Brasil". Arthur alega ainda que Renan Santos viajava pelos países europeus "só pra pegar loira".
O fato foi amplamente noticiado em diversos jornais e teve repercussão internacional. Diversos políticos pediram a cassação do mandato de Arthur e repudiaram o ocorrido. Deputados da Alesp disseram que acionariam o Conselho de Ética. No dia seguinte, Arthur do Val confirmou a autoria dos áudios, dizendo que estava errado, que aquele não era seu pensamento e que sua fala "foi um erro, em momento de empolgação". Logo depois, publicou em seu canal um pedido de desculpas, e anunciou que estaria retirando sua candidatura ao governo de São Paulo. Seu partido, o Podemos, abriu procedimento disciplinar interno para apurar as falas. Em entrevista para a Folha de S.Paulo, Arthur disse que decidiu se afastar do MBL. No dia 8 de março de 2022, desfiliou-se do Podemos e declarou, em carta dirigida à Assembleia Legislativa de São Paulo, que não se candidataria à reeleição para deputado estadual.

### Violação de direito internacional
Arthur pode ter de responder por produzir armas incendiárias e interferir num conflito fora do Brasil. Os deputados Emídio de Souza e Paulo Fiorilo acionaram o MP para investigar se Arthur do Val teria violado normas de Direito Internacional ao dizer que fabricou coquetel molotov na Ucrânia. Os deputados afirmaram que há indícios de violação de convenções diplomáticas internacionais ratificadas pelo Brasil. Para o advogado Tarciso Dal Maso, consultor legislativo do Senado para Relações Internacionais e Defesa, a fabricação de coquetéis molotov por parte de um parlamentar brasileiro configura uma violação do Protocolo 3 da Convenção de 1980 sobre Armas Convencionais da qual o Brasil é signatário. O advogado Leonardo Magalhães Avelar mencionou ainda um quarto tipo de questionamento jurídico: “trata-se da situação de um parlamentar brasileiro, um representante do Estado brasileiro, portanto, tomando posição ativa numa guerra contra a posição nacional já manifestada pelo país na Organização das Nações Unidas e eventuais outras instâncias diplomáticas”.

### Abertura de processo, renúncia e cassação
Em 18 de abril de 2022, o Conselho de Ética da Assembleia Legislativa do Estado de São Paulo aprovou, por unanimidade, a abertura de processo contra Arthur do Val por quebra de decoro parlamentar. Foram protocoladas vinte e uma representações pedindo a cassação de seu mandato em decorrência das frases sexistas contra refugiadas ucranianas.
Dois dias depois, ele renunciou ao mandato de deputado estadual. Apesar da renúncia, o processo teve seguimento e foi decidido em 17 de maio pelo plenário da Assembleia Legislativa, que aprovou a aplicação da penalidade de perda de mandato a Arthur do Val, por unanimidade, tornando-o inelegível por oito anos. Arthur tentou posteriormente reaver seus direitos políticos, mas teve sua solicitação negada pelo Tribunal de Justiça de São Paulo (TJ-SP) em maio de 2024. Mesmo assim, ele declarou que continuará a recorrer da sua cassação.

## Abordagens e importunações
Arthur é notório por abordar personalidades e fazer comentários críticos em seu canal do YouTube. Algumas dessas abordagens geraram críticas e processos:

### Importunação de menores de idade
Em outubro de 2016, Arthur foi ao "programa de entrevistas" Pânico no Rádio para justificar suas recentes ações em viagens pelo Paraná, estado que então protagonizava uma onda de ocupações nacional dos estudantes mobilizados contra a MP 746, PEC 55 (anteriormente 241) e também contra a lei da mordaça. Arthur e Renan Santos, um dos líderes do MBL, tentaram entrar no Colégio Estadual do Paraná. Esta tentativa acabou expondo adolescentes a situações vexatórias e degradantes e Arthur passou a ser investigado por atentado violento ao pudor pela Delegacia da Mulher daquela localidade. Na escada do colégio, Arthur tentou gravar um vídeo com uma estudante de 17 anos. Ela apresentou queixa na delegacia da Mulher alegando ter "sido violentada sexualmente". Em 17 de junho de 2017, o MP arquivou o inquérito sob o argumento de falta de provas porque uma testemunha não foi localizada e outra disse que Arthur havia passado a mão na nádega, e não na cintura da vítima, configurando divergência entre os depoimentos. Após o arquivamento, Arthur do Val protocolou em 15 de maio de 2018, quando a vítima já era maior de idade, uma ação com pedido de indenização, cobrando da jovem o valor de 15 mil reais por falsa acusação de crime de estupro. O caso, no entanto, foi arquivado.

### Ciro Gomes
Em junho de 2018, durante a gravação de um de seus vídeos no Fórum da Liberdade, Arthur abordou o então pré-candidato à presidência Ciro Gomes, indagando-lhe sobre uma declaração em que o político teria dito que iria "receber a turma do Moro na bala" (em referência ao ex-ministro da justiça Sergio Moro). Após isso ele foi agredido na cabeça com um tapa de Ciro; Arthur ironizou o ex-governador perguntando “Você acha que eu sou a Patrícia Pillar pra você bater?", Arthur continuou: “é um frouxo mesmo. Frouxo! Aí, o Ciro Gomes, me bateu na cabeça. Tá achando que cê tá no Nordeste ô Ciro, que cê é coronelzão lá?”. Thais Bilenky, escrevendo para o jornal Folha de S.Paulo, considerou que, no ato, Ciro teria "encostado" no pescoço do ativista, alegando não ser possível medir a intensidade do suposto tapa; Ciro comentou o acontecido à Folha dizendo "'Tu acha' que se eu tivesse batido não tinha uma marquinha não? Do jeito que eu sou? Eu falei 'deixa de ser um merda, rapaz' e saí de perto".

### Comentários sobre Padre Júlio Lancelloti
Em 1º de outubro de 2020, Arthur foi condenado pela Justiça Eleitoral por ataques ao padre Júlio Lancellotti após solicitação do Ministério Público Eleitoral. Foi constatado que Arthur "passou a produzir propaganda eleitoral antecipada e vedada em que, seguidamente, calunia, difama e injuria o Padre Júlio Renato Lancellotti, objetivando tornar-se mais conhecido do eleitorado, ao criar polêmica em relação à figura publica do referido padre". Arthur respondeu dizendo que "Ele (Júlio Lancellotti) é nocivo e minha proposta é totalmente diferente em relação à dele. Eles atacam minha pessoa, tentam me desqualificar, mas, se você não pode fazer uma crítica política, aí é uma ditadura. Em nenhum momento da minha vida fiz ameaça ou incitação à violência e não incentivei outra pessoa a fazer contra o padre ou contra qualquer outra pessoa".

### Insinuação que Jovem deveria ser eliminado
Em 2 de junho, Arthur do Val realizou uma transmissão ao vivo em que reagiu a vídeos de populares opinando sobre a prisão do cantor MC Poze do Rodo. Ao comentar sobre Andrey, um jovem que defendia o artista, Arthur ironizou: “Como eu sempre falo, um futuro neurocirurgião, você está vendo aí um pianista clássico, você está vendo um violinista lírico, você está vendo uma pessoa de altíssima capacidade cognitiva”, e em seguida questionou: “O que deve ser feito com esse sujeito?”, insinuando que o trabalhador merecia ser morto por sua cultura e posicionamento. A declaração gerou repercussão negativa e, em 3 de junho, após o vídeo viralizar, Arthur recebeu do influenciador Matheus Pedrazzi um vídeo mostrando o jovem trabalhando como carregador de batatas no CEASA Rio de Janeiro. No mesmo dia Arthur publicou um pedido de desculpas em suas redes sociais.

### Xenofobia contra o povo sergipano
Em julho de 2025, Arthur publicou um vídeo nas redes sociais reagindo ao anúncio da contratação do cantor Wesley Safadão com verba parlamentar para os festejos do Forró Caju, festa junina tradicional realizada anualmente em Aracaju. No vídeo, Arthur tece comentários xenofóbicos e utiliza termos depreciativos direcionados ao povo sergipano, a quem qualificou como “gente muito burra”, “povo de chimpanzil” e “retardada”.
As declarações geraram ampla repercussão e repúdio de autoridades locais, incluindo a prefeita de Aracaju, Emília Corrêa, e  o governador de Sergipe, Fábio Mitidieri, bem como de deputados estaduais e entidades como a Federação dos Municípios do Estado de Sergipe, que classificaram as falas como xenofóbicas e defenderam a responsabilização judicial.

## Posições políticas
Arthur se considera liberal. Apoiou durante um tempo o aborto apenas em gestações que põem em risco a vida da mãe ou são o resultado de um estupro, casos em que a legislação brasileira atual permite às mulheres interromperem a gravidez. Mas posteriormente assumiu que cometeu erros de julgamento e informação, esclarecendo em um vídeo e desde então, não voltando a se posicionar sobre o assunto. Atualmente, seus pontos de vista têm sido criticados por setores da esquerda política devido ao seu posicionamento pró-capitalismo. Ele também é a favor de privatizações e criticou o sistemas de cotas raciais, defendendo cotas sociais. Em 2015, ele assumiu abertamente ser a favor da pena de morte e da redução da maioridade penal com certas restrições.
| Revogação do Estatuto do Desarmamento | Privatização               | Fortalecimento Militar | Banimento do TikTok | Subsídios ao transporte público[carece de fontes?] |                              |
| Escola Sem Partido                    | Revogação das leis inúteis | Liberdade religiosa    | Reforma agrária     | Ocupação de locais públicos e privados             | Black blocs                  |
| Regularização da terceirização        | Reforma política           | Democracia             | Intervenção militar | Cotas raciais                                      | Regulamentação estatal       |
| Projeto de cotas sociais              | Legalização da maconha     | PEC 241                | CLT e FGTS          | Aumento salarial de parlamentares                  | Meia-entrada para estudantes |

## Atuação política

### Projetos de lei
Entre seus projetos de lei, estão:
- «Projeto de lei 849/2019, de 06/08/2019». , regulamenta os artigos 177 a 179 da Constituição do Estado, dispondo sobre liberdade econômica e garantia de livre mercado;
- Projeto de lei 323/2019, de 02/04/2019, torna obrigatória a contratação de seguro garantia de execução de contrato pelo tomador em favor do Poder Público, em todos os contratos públicos de obras e de fornecimento de bens ou de serviços cujo valor seja igual ou superior ao limite mínimo previsto no artigo 22, inciso II (Tomada de Preços), da Lei Federal 8 666, de 21 de Junho de 1993 (Lei das Licitações);
- Projeto de lei 302/2019, de 30/03/2019, isenta da cobrança do Imposto sobre a Propriedade de Veículos Automotores - IPVA e do Imposto sobre Circulação de Mercadorias e Serviços - ICMS os veículos novos que atuam no transporte privado através de aplicativos.
- Projeto de lei nº 300 /2020, acaba com a meia-entrada em eventos culturais e esportivos no estado.[98] O projeto chegou a ser aprovado pela Assembleia Legislativa do Estado (Alesp) em 27 de outubro de 2020 mas depois foi vetado pelo governador por conflitar com a lei federal que garante o benefício para idosos e estudantes.[99]

### Membro de comissões
- CPI - Fake News - Eleições 2018, comissão Parlamentar de Inquérito criada pelo Ato 06/2020, do Presidente da Assembleia, mediante Requerimento nº 290/2019, com a finalidade de "investigar os casos das Fake News (Notícias Falsas) que surgiram durante as eleições de 2018, no Estado de São Paulo";
- CPI - Violência Sexual Contra Estudantes de Ensino Superior, comissão Parlamentar de Inquérito criada pelo Ato 03/2020, do Presidente da Assembleia, mediante Requerimento nº 287/2019, com a finalidade de "apurar denúncias de violência sexual praticada contra estudantes de instituições de ensino superior no Estado de São Paulo, no último ano".

## Desempenho eleitoral
| Ano  | Eleição                        | Partido  | Candidato a       | Votos   | Resultado  |
| ---- | ------------------------------ | -------- | ----------------- | ------- | ---------- |
| 2018 | Eleições Gerais no Brasil      | DEM      | Deputado estadual | 478 280 | Eleito     |
| 2020 | Eleição Municipal de São Paulo | Patriota | Prefeito          | 522 210 | Não Eleito |